# Conțești (gmina)
Conțești – gmina w południowej Rumunii, w okręgu Dymbowica.
W skład gminy wchodzi 8 miejscowości: Bălteni, Boteni, Călugăreni, Conțești, Crângași, Gămănești, Heleșteu i Mereni. Według stanu na rok 2011 liczyła 5123 mieszkańców, zaś w roku 2021 jej liczebność wynosiła 4489 mieszkańców.